# Terchová
Terchová (em húngaro: Terhely) é um município da Eslováquia, situado no distrito de Žilina, na região de Žilina. Tem 84,54 km² de área e sua população em 2018 foi estimada em 4.084 habitantes.

## Demografia
| Ano:        | 1994 | 2004   | 2014   | 2024   |
| ----------- | ---- | ------ | ------ | ------ |
| Broj ljudi: | 4056 | 4073   | 4038   | 3939   |
| Razlika:    |      | +0,41% | -0,85% | -2,45% |

| Ano:               | 2023 | 2024   |
| ------------------ | ---- | ------ |
| Número de pessoas: | 3955 | 3939   |
| Diferença:         |      | -0,40% |